# Reindert Brasser
Reindert Johannes „Jan“ Brasser (* 20. November 1912 in Amsterdam; † 30. August 1999 ebenda) war ein niederländischer Zehnkämpfer, Hochspringer, Hürdenläufer und Diskuswerfer.
Bei den Olympischen Spielen 1936 wurde er Fünfter im Zehnkampf und Zwölfter im Hochsprung. 1938 gewann er bei den Leichtathletik-Europameisterschaften in Paris Bronze über 110 m Hürden. 
1939 wurde er Englischer Meister über 120 Yards Hürden, 1946 und 1947 im Diskuswurf.

## Persönliche Bestleistungen
- 110 m Hürden: 14,5 s, 7. August 1939, London
- Zehnkampf: 7046 Punkte, 8. August 1936, Berlin